# 平泉洸
平泉 洸（ひらいずみ あきら、1924年2月16日 - 1995年10月7日）は、日本の歴史学者である。平泉寺白山神社宮司・玄成院第二十五世。金沢工業大学名誉教授。

## 人物
東京に、平泉澄の長男として生れる。京華中学校・大阪高等学校を経て、1948年東京大学文学部国史学科卒業。福井県立勝山高等学校教諭、福井県立勝山精華高等学校（のちの福井県立勝山南高等学校）教諭などを歴任し、1972年から、金沢工業大学教授。1980年、平泉寺白山神社宮司。1994年、金沢工業大学を退官して、名誉教授となった。
金沢工業大学教授平泉隆房の父。

## 著書
- 『近世日本国民史　附図』（編著） 時事通信社、1965年
- 『要約近世日本国民史.1 織田氏時代』 時事通信社、1967年
- 『要約近世日本国民史.10　明治天皇時代四』 時事通信社、1968年
- 『明恵上人伝記（訳注）』 講談社学術文庫、1980年
- 『神道大系　神社編　若狭・越前・加賀・能登国　（共編）』 神道大系編纂会、1987年
- 『白山社の栞（増補版）』 白山神社社務所、1992年
- 『平泉洸遺稿集』　私家版　1998年10月